# Dendrobium spathipetalum
Dendrobium spathipetalum är en orkidéart som beskrevs av Johannes Jacobus Smith. Dendrobium spathipetalum ingår i släktet Dendrobium, och familjen orkidéer. Inga underarter finns listade i Catalogue of Life.